# Fuoricampo (Thegiornalisti)
Fuoricampo è il terzo album in studio del gruppo musicale italiano Thegiornalisti, pubblicato il 14 ottobre 2014 dalla Foolica Records.

## Descrizione
Con questo album i Thegiornalisti lasciano indietro le loro sonorità indie rock degli inizi e si avvicinano ad un synth pop vicino a quello degli anni Ottanta.

## Tracce
1. Per lei – 2:57
2. Promiscuità – 3:30
3. Proteggi questo tuo ragazzo – 4:18
4. Mare Balotelli – 3:39
5. L'importanza del cielo (Miyazaki) – 3:56
6. Aspetto che – 1:47
7. Fine dell'estate – 3:47
8. Insonnia – 3:17
9. Balla – 3:26
10. Socializzare – 4:36

## Formazione
Gruppo
- Tommaso Paradiso – voce, pianoforte, tastiera, chitarra, cori
- Marco Antonio Musella – chitarra, basso, tastiera, sintetizzatore
- Marco Primavera – batteria, percussioni, cori

Altri musicisti
- Matteo Cantaluppi – sintetizzatore, programmazione, basso (traccia 9), chitarra acustica (traccia 8)